# Winnipeg Jets
Die Winnipeg Jets (IPA: [ˈwɪnɪpɛg dʒɛts]) sind ein kanadisches Eishockeyfranchise der National Hockey League in Winnipeg. Am 25. Juni 1997 wurde der Verein Atlanta Thrashers gegründet und nahm zum Beginn der Saison 1999/2000 in Atlanta im US-Bundesstaat Georgia den Spielbetrieb auf. Nach sowohl finanziellen als auch sportlichen Schwierigkeiten wurde das Franchise zu Beginn der NHL-Saison 2011/12 nach Winnipeg umgesiedelt und in Winnipeg Jets umbenannt. Unter demselben Namen existierte bereits von 1972 bis 1996 ein NHL-Franchise in der Stadt, das nach Umsiedlung nach Glendale bis 2024 unter dem Namen Arizona Coyotes firmierte.
Die Jets tragen ihre Heimspiele im Canada Life Centre aus und sind nach den Vegas Golden Knights, den Seattle Kraken und den Utah Mammoth das viertjüngste Team der NHL. Ihre Farben sind Polarnachtblau, Weiß, Aviatorblau und Silber.

## Geschichte

### Eishockey in Atlanta und Umzug nach Kanada
Der Stadt Atlanta wurde am 25. Juni 1997 im Zuge der Süd-Expansion der National Hockey League ein Franchise zugesprochen, das den Namen Atlanta Thrashers erhielt und zu Beginn der Saison 1999/2000 den Spielbetrieb aufnahm. Es war bereits das zweite Team, das in der Stadt angesiedelt worden war, nachdem zwischen 1972 und 1980 die Atlanta Flames dort beheimatet waren. Die Thrashers erspielten sich nur wenige sportliche Erfolge während ihrer zwölf Spielzeiten. Lediglich in der Saison 2006/07 errangen sie den Titel der Southeast Division und qualifizierten sich somit für die Play-offs.
Im Oktober 2009 kamen erstmals Gerüchte auf, die Investorengruppe True North Sports & Entertainment hege Interesse an den Atlanta Thrashers. Die Gruppe hatte sich seit dem Weggang der Winnipeg Jets aus Winnipeg im Jahr 1996 intensiv um das Eishockey in der Stadt bemüht. So war sie am Zusammenschluss der American Hockey League und International Hockey League im Jahr 2001 beteiligt, hatte den Bau des 2004 fertiggestellten MTS Centre vorangetrieben und die Rechte am AHL-Franchise der inzwischen dort beheimateten Manitoba Moose erworben.

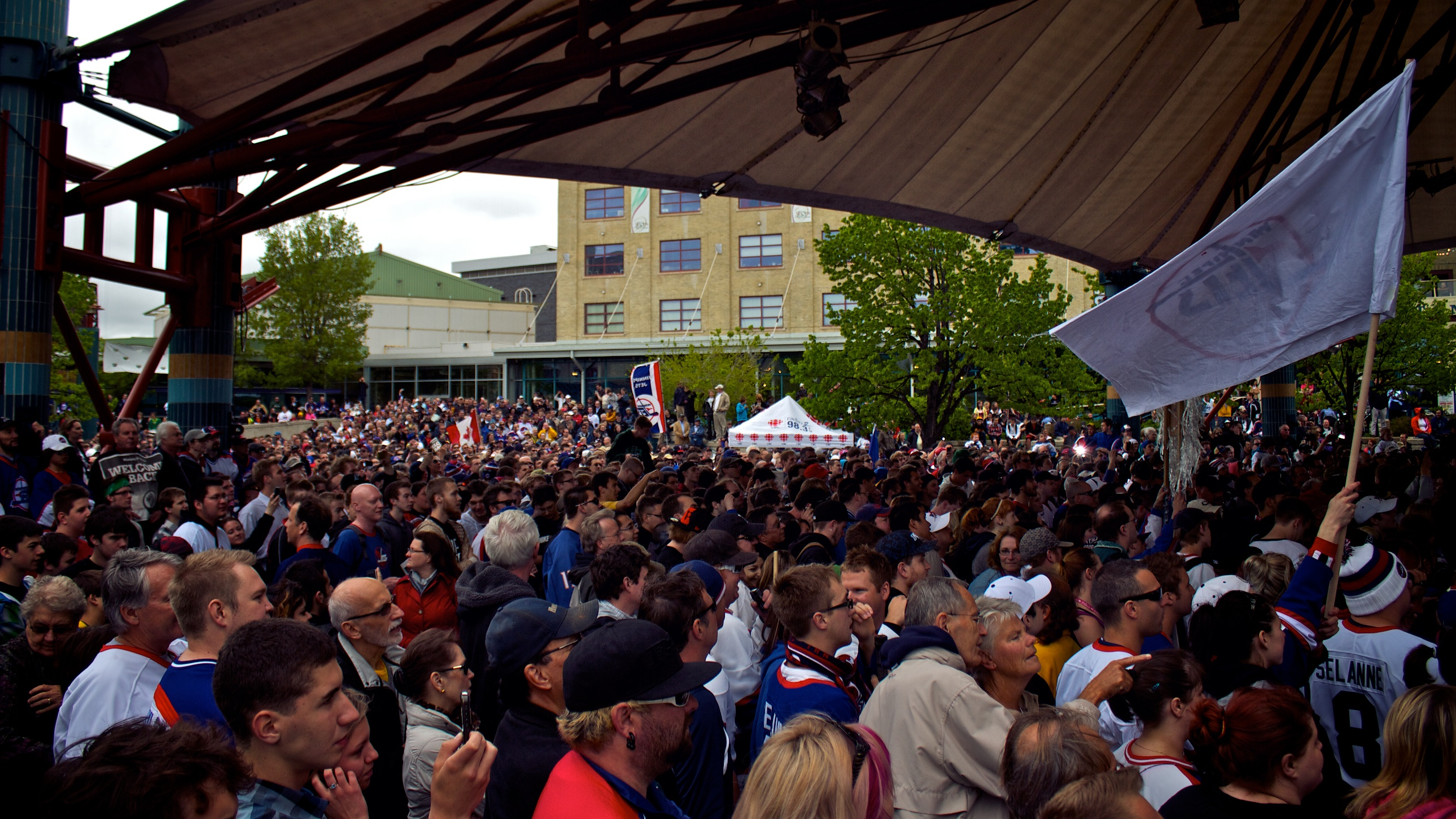
Öffentlicher Fanauflauf in Winnipeg zur Ankündigung des Umzugs des Franchises am 31. Mai 2011

Nachdem True North Sports & Entertainment im Frühjahr 2011 zunächst ihre Bemühungen um die Umsiedlung der Phoenix Coyotes intensiviert hatte, legte sie im Mai ihr Augenmerk wieder auf die Thrashers. Am 28. Mai 2011 wurde berichtet, dass sich die bisherigen Investoren der Thrashers und True North geeinigt hätten. Allerdings musste die Ligaleitung der NHL noch der Umsiedlung zustimmen. Am 31. Mai wurde auf einer Pressekonferenz schließlich der Erwerb des Teams für 170 Millionen US-Dollar sowie weiterer 60 Millionen US-Dollar Umzugsgebühr, die zwischen den restlichen 29 Franchises der Liga aufgeteilt werden, und die Umsiedlung bekannt gegeben. Die formelle Zustimmung der NHL erfolgte bei der Sitzung des NHL Board of Governors am 21. Juni 2011. Im Zuge der Ansiedlung des Teams in Winnipeg wurden die Manitoba Moose nach St. John’s in der Provinz Neufundland und Labrador umgesiedelt.
Um die Zustimmung der Liga zu forcieren, peilten die neuen Besitzer an, innerhalb von drei Wochen 13.000 Dauerkarten zu verkaufen. Am 1. Juni startete zunächst der exklusive Vorverkauf für bisherige Dauerkarteninhaber der Manitoba Moose, der am 3. Juni mit 7.158 verkauften Tickets endete. Am 4. Juni gingen die restlichen Tickets schließlich in den freien Verkauf. Bereits wenige Minuten nach Beginn des freien Verkaufs waren auch die restlichen der insgesamt 13.000 Dauerkarten vergriffen. Für Interessierte wurde eine auf 8.000 Tickets begrenzte Warteliste eingerichtet.

### Die erste Saison in Winnipeg
In ihrer ersten Spielzeit nehmen die Winnipeg Jets den Platz der Thrashers in der Southeast Division der Eastern Conference ein. Für die Saison 2012/13 soll das Team in die Northwest Division der Western Conference einsteigen. Dafür müssten weitere Teams die Division wechseln sowie eines den freien Platz in der Eastern Conference einnehmen.
Wenige Tage nach der Ankündigung des Verkaufs wurden erste personelle Veränderungen bekannt. Der bisherige Präsident des Franchises, Don Waddell, erklärte, dass er dem Team nicht nach Winnipeg folgen werde. Ebenso gaben die neuen Besitzer bekannt, dass der noch vier Jahre gültige Vertrag des bisherigen General Managers Rick Dudley ausbezahlt wurde. Einen Tag später wurde verkündet, dass dem Kanadier Kevin Cheveldayoff ein Angebot für die vakante Position des General Managers unterbreitet wurde. Am 8. Juni folgte schließlich die offizielle Bestätigung der Verpflichtung. Cheveldayoff begann daraufhin am 12. Juni die Suche nach einem neuen Cheftrainer. Dem bisherigen Cheftrainer Atlantas, Craig Ramsay, wurde im Verlauf des Findungsprozesses am 20. Juni mitgeteilt, dass er das Team in Winnipeg nicht betreuen werde, stattdessen verpflichtete Cheveldayoff am 23. Juni den Cheftrainer der Manitoba Moose, Claude Noël.

Das alternative Logo der Jets

Im Rahmen des NHL Entry Draft 2011 gaben die Eigentümer schließlich den neuen Beinamen des Teams bekannt – Jets. Diesen hatte bereits das von 1972 bis 1996 in Winnipeg existierende Team getragen. Mit ihrem ersten Wahlrecht im Draft an siebter Gesamtposition wählten sie den kanadischen Center Mark Scheifele aus. Am 1. Juli sicherte sich das Team in Verteidiger Derek Meech – ein Sohn der Stadt – seinen ersten Unrestricted Free Agent. Des Weiteren sicherten sich die Jets am 5. Juli die Dienste ihres Kapitäns Andrew Ladd, der zeitweise als Restricted Free Agent – ein sogenannt eingeschränkt freier Spieler – auf dem Markt verfügbar war und die Möglichkeit bestand, dass ihm anhand eines Offer Sheets ein Angebot eines anderen Teams unterbreitet würde. Er unterzeichnete einen Vertrag über eine Laufzeit von fünf Jahren im Wert von rund 22 Millionen US-Dollar. Später gelang General Manager Kevin Cheveldayoff die erste nennenswerte Verpflichtung per Transfergeschäft, als er den Stürmer Eric Fehr von den Washington Capitals engagierte. Den im Entry Draft ausgewählten Mark Scheifele nahmen die Jets am 3. Oktober 2011 unter Vertrag, nachdem er in den Vorbereitungsspielen überzeugt hatte.
Am 22. Juli 2011 wurden die Logos und Schriftzüge der Winnipeg Jets der Öffentlichkeit vorgestellt. Diese sollen die Verbundenheit der Stadt Winnipeg zu den Kanadischen Streitkräften symbolisieren.
Das erste Spiel der Saison 2011/12 bestritt Winnipeg am 9. Oktober im heimischen MTS Centre gegen die Montréal Canadiens. Die Canadiens siegten mit 5:1. Den ersten Treffer der Jets erzielte Nikolai Antropow auf Vorlage von Mark Stuart und Alexander Burmistrow zum zwischenzeitlichen 1:2. Im vierten Saisonspiel am 17. Oktober gelang Winnipeg der erste Sieg. Sie bezwangen die Pittsburgh Penguins mit 2:1. Des Weiteren war das umgesiedelte Franchise am 27. Oktober am torreichsten NHL-Spiel seit 15 Jahren beteiligt, als sie die Philadelphia Flyers mit 9:8 besiegten.

## Spielstätte

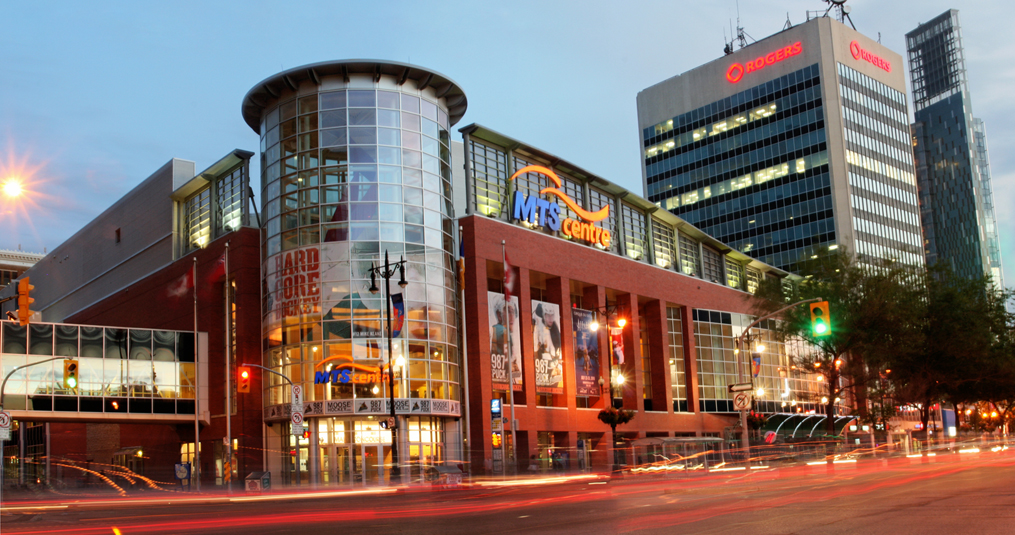
Außenansicht des Canada Life Centre

Die Winnipeg Jets tragen ihre Heimspiele im 15.015 Zuschauer fassenden und 2004 fertiggestellten Canada Life Centre (bis 2021: Bell MTS Centre) in Winnipeg aus. Während der Planungs- und Bauphase trug die Mehrzweckhalle den Namen True North Centre nach der für den Bau verantwortlichen Investorengruppe True North Sports & Entertainment. Nach Fertigstellung der Arena erwarben die Manitoba Telecom Services (MTS) für sieben Millionen Dollar für zehn Jahre die Sponsoringrechte. Der Name änderte sich 2017, als MTS von Bell Canada übernommen wurde. Im Juli 2021 wird die Heimat der Jets in Canada Life Centre umbenannt. Der Vertrag mit dem Versicherer Canada Life Assurance Company hat eine Laufzeit von zunächst zehn Jahren.
Neben den Spielen der Manitoba Moose aus der American Hockey League wurden auch die Eishockey-Weltmeisterschaft der Frauen 2007 und die Super Series 2007 im Bell MTS Place ausgetragen. Vor der Fertigstellung der Arena fanden derartige Veranstaltungen in der inzwischen abgerissenen Winnipeg Arena statt, die auch die Heimat der ursprünglichen Winnipeg Jets war.

## Besitzer und Farmteams
Seit dem 31. Mai 2011 befindet sich das ehemalige Franchise der Atlanta Thrashers im Besitz einer Gruppe lokaler Investoren, der True North Sports & Entertainment. Die Gruppe betreibt neben dem NHL-Team auch den Bell MTS Place und das AHL-Franchise Manitoba Moose. Der Chairman der Gruppierung ist Mark Chipman, der sich bereits seit 1995 – der Bekanntgabe der Umsiedlung der ursprünglichen Winnipeg Jets – für das Eishockey in der Provinz Manitoba starkmacht.
Von 1997 bis 2011 war die Investorengruppe Atlanta Spirit, LLC Besitzer des Franchise in Atlanta.
| Saison          | Farmteam            | Liga |
| --------------- | ------------------- | ---- |
| 2011/12–2014/15 | St. John’s IceCaps  | AHL  |
| 2011/12–2012/13 | Colorado Eagles     | ECHL |
| 2013/14–2014/15 | Ontario Reign       | ECHL |
| seit 2015/16    | Manitoba Moose      | AHL  |
| 2015/16–2016/17 | Tulsa Oilers        | ECHL |
| 2017/18–2020/21 | Jacksonville Icemen | ECHL |
| seit 2023/24    | Norfolk Admirals    | ECHL |

Wie alle NHL-Teams unterhalten die Winnipeg Jets mehrere Farmteams in unterklassigen Ligen. Die für das Franchise bedeutendste Kooperation unterhielten die Jets seit der Saison 2011/12 mit den St. John’s IceCaps aus der American Hockey League, die in St. John’s in der Provinz Neufundland und Labrador beheimatet waren. Zur Saison 2015/16 kehrte das AHL-Franchise nach Winnipeg zurück, firmiert fortan wieder als Manitoba Moose und spielt ebenfalls im Bell MTS Place.
Die American Hockey League ist als Minor League der Klasse AAA und somit der höchstmöglichen Spielklasse unterhalb der NHL deklariert. Des Weiteren bestand seit der Saison 2017/18 bis 2021 eine Kooperation mit den Jacksonville Icemen aus der ECHL; dort kooperiert man seit der Spielzeit 2023/24 mit den Norfolk Admirals.

## Diverses

### Logos

Hauptlogo (seit 2011)
Alternativlogo (seit 2011)
Winnipeg Jets Hauptlogo (1974–1990)
Winnipeg Jets Hauptlogo (1990–1996)

### Maskottchen
Mick E. Moose, ein anthropomorpher Elch, ist seit dem 7. Oktober 2011 das Maskottchen des Teams. Zuvor war das Maskottchen 15 Jahre lang bei den Manitoba Moose, einem ehemaligen Franchise der International Hockey League und American Hockey League, tätig.
Die Wahl fiel auf Mick E. Moose, da sich das Maskottchen im Laufe der Jahre einen guten Ruf erarbeitet hatte. Pro Jahr nimmt das Maskottchen etwa 100 wohltätige Termine wahr. Bei jedem Heimspiel besitzt der Elch einen festen Platz in der Fan Zone.

### Medienpräsenz

Logo von TSN

Am 21. Juli 2011 berichtete die Winnipeg Free Press, dass die Jets eine vertragliche Vereinbarung mit Bell Media getroffen hätten. Der Vertrag sicherte zu, dass CFRW als offiziell übertragende Radiostation und TSN als offiziell übertragender Fernsehsender operieren sollten. Bereits wenig später wurde bekannt, dass der frühere Kommentator der Jets-Spiele, Curt Keilback, diesen Part auch bei den „neuen“ Jets auf TSN ausüben sollte. Für die Radioübertragung wurde Dennis Beyak verpflichtet, sowie aushilfsweise Brian Munz.
Gut einen Monat später, am 31. August, gaben TSN und die Winnipeg Jets offiziell ihre Zusammenarbeit für die folgenden zehn Jahre bis zum Jahr 2021 bekannt. Als Co-Kommentator für die Radioübertragungen wurde der frühere Spieler Shane Hnidy verpflichtet. Bei Fernsehübertragungen nehmen wechselweise Brian Engblom und Mike Johnson den Platz neben Keilback ein. Für die nicht national übertragenen Spiele richtete TSN eigens den TSN-Jets-Kanal ein.

## Erfolge und Ehrungen

### Sportliche Erfolge
| Presidents’ Trophy     |         |
| Saison                 |         |
| 2024/25                |         |
| Division Championships | Saison  |
| Central Division       | 2024/25 |

Im 14. Jahr ihres Bestehens feierten die Winnipeg Jets in der Saison 2024/25 ihre ersten sportlichen Erfolge, indem sie die Presidents’ Trophy als punktbestes Team der regulären Saison gewannen. Dies bedeutete auch den ersten Divisionstitel in der Central Division.

### NHL Awards und All-Star-Team-Nominierungen
| Auszeichnung               | Name                            | Saison                    |
| -------------------------- | ------------------------------- | ------------------------- |
| Hart Memorial Trophy       | Connor Hellebuyck               | 2024/25                   |
| Lady Byng Memorial Trophy  | Kyle Connor                     | 2021/22                   |
| Vezina Trophy              | Connor Hellebuyck               | 2019/20, 2023/24, 2024/25 |
| William M. Jennings Trophy | Connor Hellebuyck               | 2023/24, 2024/25          |
| NHL First All-Star Team    | Connor Hellebuyck Kyle Connor   | 2019/20, 2023/24, 2024/25 |
| NHL Second All-Star Team   | Connor Hellebuyck Blake Wheeler | 2017/18                   |
| NHL All-Rookie Team        | Patrik Laine                    | 2016/17                   |

### NHL All-Star-Game-Nominierungen
| Jahr | Name                            |
| ---- | ------------------------------- |
| 2012 | Dustin Byfuglien                |
| 2015 | Dustin Byfuglien                |
| 2016 | Dustin Byfuglien                |
| 2017 | Patrik Laine                    |
| 2018 | Connor Hellebuyck Blake Wheeler |

| Jahr | Name                                       |
| ---- | ------------------------------------------ |
| 2019 | Mark Scheifele Blake Wheeler Paul Maurice  |
| 2020 | Connor Hellebuyck Mark Scheifele           |
| 2022 | Kyle Connor                                |
| 2023 | Connor Hellebuyck Josh Morrissey           |
| 2024 | Connor Hellebuyck Kyle Connor Rick Bowness |

Verteidiger Dustin Byfuglien war beim NHL All-Star Game 2012 der erste Jets-Akteur, der das Team beim jährlichen NHL All-Star Game vertrat, seitdem das Franchise im Vorjahr aus Atlanta umgesiedelt worden war. Es folgten zwei weitere Nominierungen für den Amerikaner, ehe Patrik Laine beim NHL All-Star Game 2017 als zweiter Spieler der Jets am All-Star Game teilnahm. Connor Hellebuyck und Blake Wheeler vertraten das Team beim NHL All-Star Game 2018, bevor die Jets im Folgejahr mit Mark Scheifele, Wheeler und Cheftrainer Paul Maurice gleich drei Akteure stellten. 2020 waren erneut Hellebuyck und Scheifele beim All-Star Game vertreten, 2022 folgte Kyle Connor sowie 2023 Hellebuyck und Josh Morrissey. 2024 war mit Rick Bowness wieder ein Cheftrainer vertreten, neben Hellebuyck und Connor.

### Saisonstatistik
Abkürzungen: GP = Spiele, W = Siege, L = Niederlagen, T = Unentschieden, OTL = Niederlagen nach Overtime bzw. Shootout, Pts = Punkte, GF = Erzielte Tore, GA = Gegentore
| Saison   | GP   | W   | L   | OTL | Pts  | GF   | GA   | Platz                  | Playoffs |
| 2011/12  | 82   | 37  | 35  | 10  | 84   | 225  | 246  | 4., Southeast Division | nicht qualifiziert |
| 2012/131 | 48   | 24  | 21  | 3   | 51   | 128  | 144  | 2., Southeast Division | nicht qualifiziert |
| 2013/14  | 82   | 37  | 35  | 10  | 84   | 227  | 237  | 7., Central Division   | nicht qualifiziert |
| 2014/15  | 82   | 43  | 36  | 13  | 99   | 230  | 210  | 5., Central Division   | Niederlage im Conference-Viertelfinale, 0:4 (Anaheim)                                                                                         |
| 2015/16  | 82   | 35  | 39  | 8   | 78   | 215  | 239  | 7., Central Division   | nicht qualifiziert |
| 2016/17  | 82   | 40  | 35  | 7   | 87   | 246  | 255  | 5., Central Division   | nicht qualifiziert |
| 2017/18  | 82   | 52  | 20  | 10  | 114  | 273  | 216  | 2., Central Division   | Sieg im Conference-Viertelfinale, 4:1 (Minnesota) Sieg im Conference-Halbfinale, 4:3 (Nashville) Niederlage im Conference-Finale, 1:4 (Vegas) |
| 2018/19  | 82   | 47  | 30  | 5   | 99   | 270  | 243  | 2., Central Division   | Niederlage im Conference-Viertelfinale, 2:4 (St. Louis)                                                                                       |
| 2019/202 | 71   | 37  | 28  | 6   | 80   | 213  | 201  | 5., Central Division   | Niederlage in der Qualifizierungsrunde, 1:3 (Calgary)                                                                                         |
| 2020/212 | 56   | 30  | 23  | 3   | 63   | 170  | 152  | 3., North Division     | Sieg in der ersten Runde, 4:0 (Edmonton) Niederlage in der zweiten Runde, 0:4 (Montréal)                                                      |
| 2021/22  | 82   | 39  | 32  | 11  | 89   | 250  | 253  | 6., Central Division   | nicht qualifiziert |
| 2022/23  | 82   | 46  | 33  | 3   | 95   | 246  | 224  | 4., Central Division   | Niederlage im Conference-Viertelfinale, 1:4 (Vegas)                                                                                           |
| 2023/24  | 82   | 52  | 24  | 6   | 110  | 259  | 198  | 2., Central Division   | Niederlage im Conference-Viertelfinale, 1:4 (Colorado)                                                                                        |
| 2024/25  | 82   | 56  | 22  | 4   | 116  | 275  | 190  | 1., Central Division   | Sieg im Conference-Viertelfinale, 4:3 (St. Louis) Niederlage im Conference-Halbfinale, 2:4 (Dallas)                                           |
| Gesamt   | 1077 | 575 | 413 | 99  | 1239 | 3227 | 3008 |                        | 8 Playoff-Teilnahmen 12 Serien: 4 Siege, 8 Niederlagen 62 Spiele: 24 Siege, 38 Niederlagen                                                    |

1 Saison wegen des Lockouts 2012/13 verkürzt
2 Saison wegen der COVID-19-Pandemie verkürzt

### Franchiserekorde
Hier sind alle Rekorde gelistet, die seit dem Bestehen des Franchises in der NHL aufgestellt wurden, also auch für den Zeitraum von 1999 bis 2011, als das Franchise als Atlanta Thrashers firmierte.

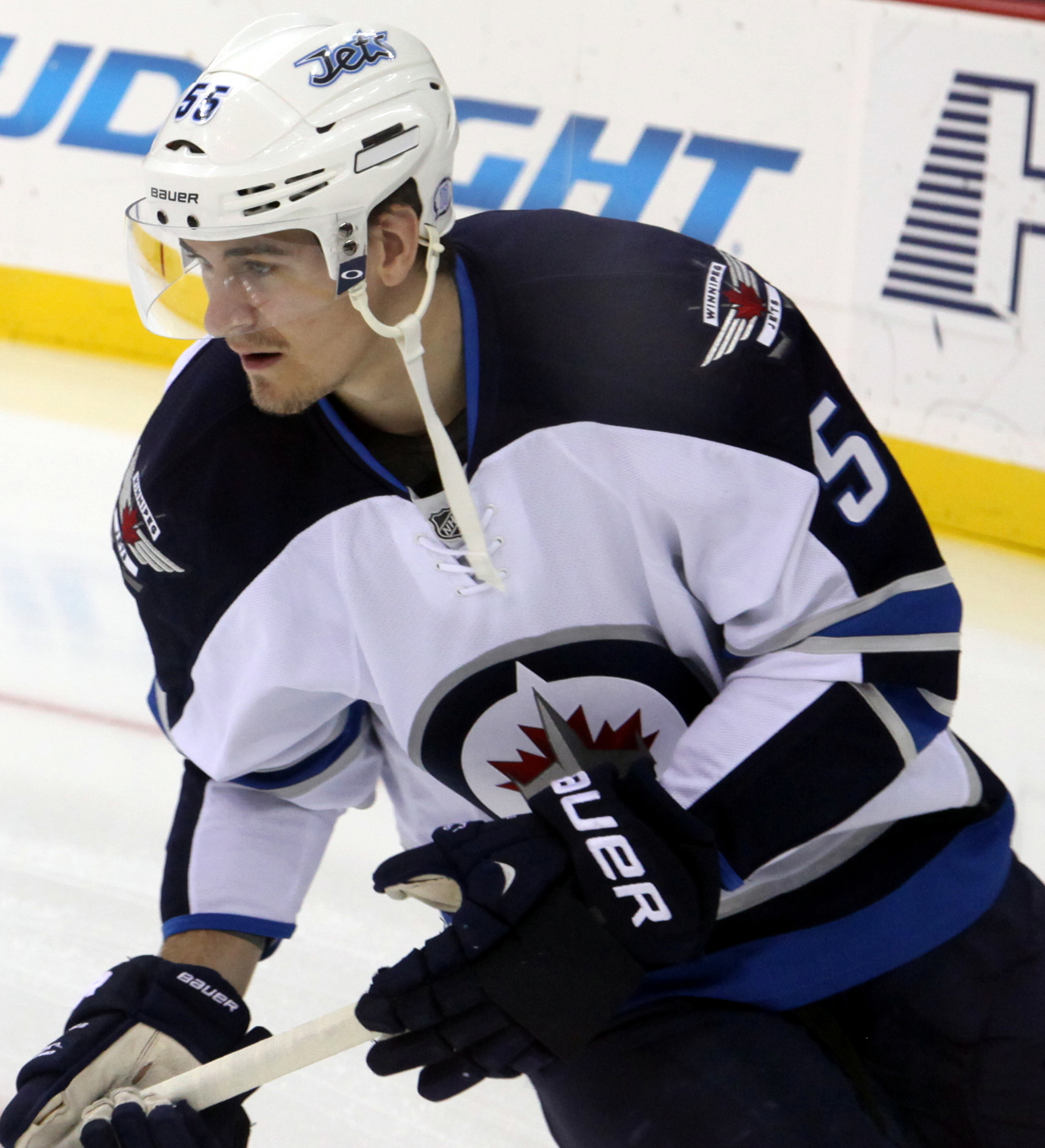
Mark Scheifele ist der erfolgreichste Torjäger in der Geschichte des Franchises

#### Karriere
|                                   | Name               | Anzahl                                    |
| Meiste Spiele                     | Blake Wheeler      | 897 (in 13 Spielzeiten)                   |
| Meiste aufeinanderfolgende Spiele | Tobias Enström     | 296 (5. Oktober 2007 bis 22. Januar 2011) |
| Meiste Tore                       | Mark Scheifele*    | 336                                       |
| Meiste Vorlagen                   | Blake Wheeler      | 550                                       |
| Meiste Punkte                     | Blake Wheeler      | 812 (262 Tore + 550 Vorlagen)             |
| Meiste Strafminuten               | Chris Thorburn     | 832                                       |
| Meiste Shutouts                   | Connor Hellebuyck* | 45                                        |

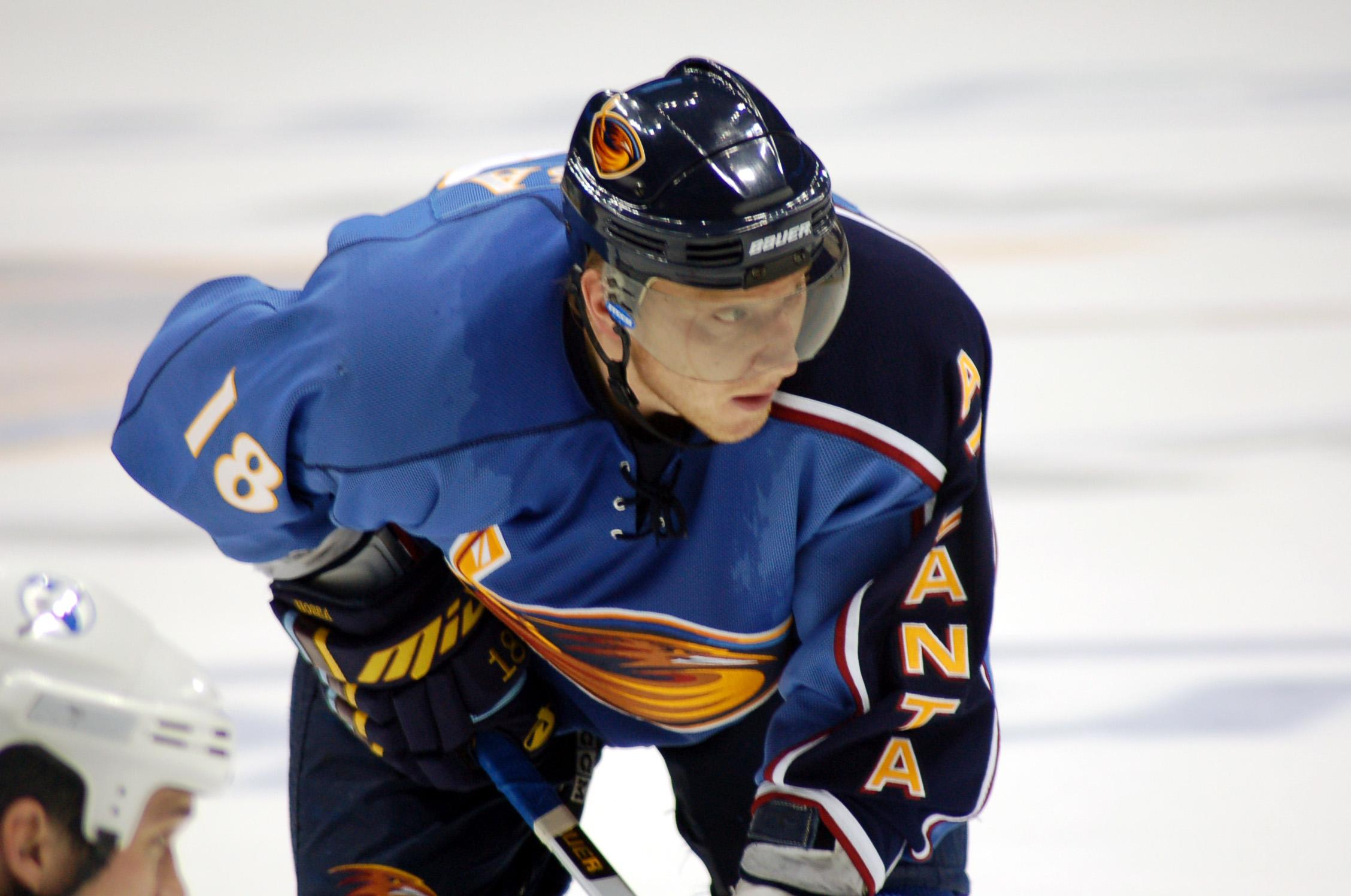
Marián Hossa erzielte in der Saison 2006/07 insgesamt 100 Scorerpunkte für die damaligen Thrashers

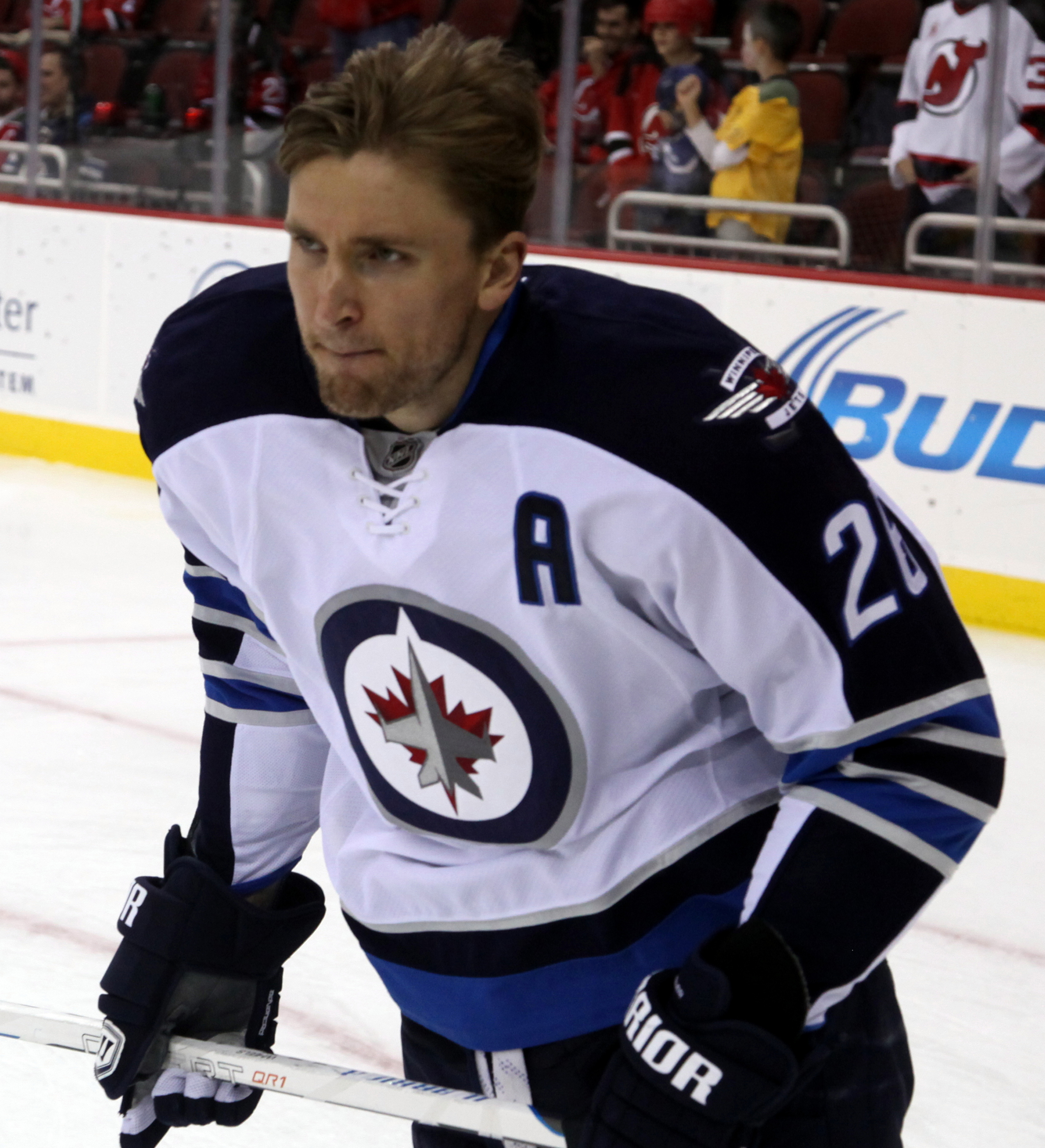
Blake Wheeler, bester Scorer und Torvorbereiter des Franchise

* aktiver Spieler der Jets; Stand nach Ende Saison 2024/25

#### Saison
|                               | Name              | Anzahl                      | Saison          |
| Meiste Tore                   | Ilja Kowaltschuk  | 52                          | 2005/06 2007/08 |
| Meiste Vorlagen               | Blake Wheeler     | 71                          | 2018/19         |
| Meiste Punkte                 | Marián Hossa      | 100 (43 Tore + 57 Vorlagen) | 2006/07         |
| Meiste Punkte als Rookie      | Dany Heatley      | 67 (26 Tore + 41 Vorlagen)  | 2001/02         |
| Meiste Punkte als Verteidiger | Josh Morrissey    | 76 (16 Tore + 60 Vorlagen)  | 2022/23         |
| Meiste Strafminuten           | Jeff Odgers       | 226                         | 2000/01         |
| Meiste Siege als Torhüter     | Connor Hellebuyck | 47                          | 2024/25         |

### Mannschaftsrekorde
Die hier gelisteten Rekorde beinhalten ausschließlich Leistungen, die die Spieler als Mitglied der Winnipeg Jets seit 2011 erreicht haben.

#### Karriere
|                                   | Name               | Anzahl                                     |
| Meiste Spiele                     | Mark Scheifele*    | 879 (in 14 Spielzeiten)                    |
| Meiste aufeinanderfolgende Spiele | Blake Wheeler      | 227 (19. Januar 2012 bis 24. Februar 2015) |
| Meiste Tore                       | Mark Scheifele*    | 336                                        |
| Meiste Vorlagen                   | Blake Wheeler      | 540                                        |
| Meiste Punkte                     | Mark Scheifele*    | 804 (336 Tore + 468 Vorlagen)              |
| Meiste Strafminuten               | Dustin Byfuglien   | 733                                        |
| Meiste Shutouts                   | Connor Hellebuyck* | 45                                         |

* aktiver Spieler der Jets; Stand nach Ende Saison 2024/25

#### Saison
|                               | Name              | Anzahl                     | Saison  |
| Meiste Tore                   | Kyle Connor       | 47                         | 2021/22 |
| Meiste Vorlagen               | Blake Wheeler     | 71                         | 2018/19 |
| Meiste Punkte                 | Kyle Connor       | 97 (41 Tore + 56 Vorlagen) | 2024/25 |
| Meiste Punkte als Rookie      | Patrik Laine      | 64 (36 Tore + 28 Vorlagen) | 2016/17 |
| Meiste Punkte als Verteidiger | Josh Morrissey    | 76 (16 Tore + 60 Vorlagen) | 2022/23 |
| Meiste Strafminuten           | Dustin Byfuglien  | 124                        | 2014/15 |
| Meiste Siege als Torhüter     | Connor Hellebuyck | 47                         | 2024/25 |

## Trainer
Abkürzungen: GC = Spiele, W = Siege, L = Niederlagen, T = Unentschieden,
OTL = Niederlagen nach Overtime, Pts = Punkte, Pts % = Punktquote
| Name         | Saison            | Reguläre Saison | Reguläre Saison | Reguläre Saison | Reguläre Saison | Reguläre Saison | Reguläre Saison | Playoffs | Playoffs | Playoffs |
| Name         | Saison            | GC              | W               | L               | OTL             | Pts             | Pts %           | GC       | W        | L        |
| Claude Noël  | 2011/12–2013/14*  | 177             | 80              | 79              | 18              | 178             | .503            | —        | —        | —        |
| Paul Maurice | 2013/14*–2021/22* | 601             | 315             | 224             | 62              | 692             | .576            | 39       | 16       | 23       |
| Dave Lowry   | 2021/22*          | 54              | 26              | 22              | 6               | 58              | .537            | —        | —        | —        |
| Rick Bowness | 2022/23–2023/24   | 164             | 98              | 57              | 9               | 205             | .625            | 10       | 2        | 8        |
| Scott Arniel | seit 2024/25      | 82              | 56              | 22              | 4               | 116             | .707            | 13       | 6        | 7        |

* Wechsel während der laufenden Saison
In seine erste Spielzeit ging das Franchise mit dem Kanadier Claude Noël, der am 23. Juni 2011 als erster Cheftrainer vorgestellt wurde. Noël hatte zuvor für ein Jahr die Manitoba Moose aus der American Hockey League trainiert. Davor war er bei den Milwaukee Admirals aus der AHL vier Jahre als Cheftrainer und drei Jahre bei den Columbus Blue Jackets aus der National Hockey League als Assistenztrainer tätig gewesen. Die Blue Jackets hatte er während dieser Zeit für 24 Spiele als Interimstrainer betreut. In der Auswahl standen neben Noël auch Craig Ramsay, der bisherige Cheftrainer der Atlanta Thrashers, Mike Haviland und Craig MacTavish. Nach fünf Niederlagen in Folge und einer Platzierung außerhalb der Playoff-Plätze wurde Noël am 12. Januar 2014 vorzeitig entlassen. Ihm folgte der Kanadier Paul Maurice, der die Jets bis zu seinem Rücktritt im Dezember 2021 trainierte. Seine Nachfolge trat interimsweise Dave Lowry an, bevor er im Sommer 2022 fest durch Rick Bowness ersetzt wurde. Bowness wiederum verkündete im Mai 2024 das Ende seiner Trainer-Karriere, bevor wenig später Scott Arniel als neuer Cheftrainer vorgestellt wurde.

## General Manager
| Name               | Saison       |
| Kevin Cheveldayoff | seit 2011/12 |

In der Premierensaison des umgesiedelten Franchises starteten die Winnipeg Jets mit dem Kanadier Kevin Cheveldayoff als General Manager des Teams. Cheveldayoff war wenige Tage nach dem Verkauf des Franchises verpflichtet worden. Zuvor hatte er überaus erfolgreich als General Manager der Chicago Wolves aus der American Hockey League gearbeitet und war bis zu seiner Verpflichtung durch das Franchise in Winnipeg Assistenz-GM der Chicago Blackhawks aus der NHL gewesen, mit denen er in der Saison 2009/10 den prestigeträchtigen Stanley Cup gewonnen hatte. Die Verpflichtung Cheveldayoffs war möglich geworden, nachdem die Besitzer den noch vier Jahre laufenden Vertrag des bisherigen General Managers der Atlanta Thrashers, Rick Dudley, ausbezahlt hatten.

## Spieler

### Kader der Saison 2024/25
Stand: 21. Juni 2025
| Nr. | Nat.               | Spieler               | Pos. | Geburtsdatum       | in Org. seit | Geburtsort                        |
| --- | ------------------ | --------------------- | ---- | ------------------ | ------------ | --------------------------------- |
| 1   | Kanada             | Eric Comrie           | G    | 6. Juli 1995       | 2024         | Edmonton, Alberta, Kanada         |
| 37  | Vereinigte Staaten | Connor Hellebuyck     | G    | 19. Mai 1993       | 2014         | Commerce, Michigan, USA           |
| 2   | Kanada             | Dylan DeMelo          | D    | 1. Mai 1993        | 2020         | London, Ontario, Kanada           |
| 24  | Kanada             | Haydn Fleury          | D    | 8. Juli 1996       | 2024         | Carlyle, Saskatchewan, Kanada     |
| 6   | Kanada             | Colin Miller          | D    | 29. Oktober 1992   | 2024         | Sault Ste. Marie, Ontario, Kanada |
| 44  | Kanada             | Josh Morrissey – A    | D    | 28. März 1995      | 2015         | Calgary, Alberta, Kanada          |
| 4   | Vereinigte Staaten | Neal Pionk            | D    | 29. Juli 1995      | 2019         | Hermantown, Minnesota, USA        |
| 54  | Vereinigte Staaten | Dylan Samberg         | D    | 24. Januar 1999    | 2020         | Saginaw, Minnesota, USA           |
| 5   | Kanada             | Luke Schenn           | D    | 2. November 1989   | 2025         | Saskatoon, Saskatchewan, Kanada   |
| 64  | Kanada             | Logan Stanley         | D    | 26. Mai 1998       | 2016         | Kitchener, Ontario, Kanada        |
| 28  | Kanada             | Jaret Anderson-Dolan  | C    | 12. September 1999 | 2024         | Calgary, Alberta, Kanada          |
| 22  | Vereinigte Staaten | Mason Appleton        | C    | 26. Februar 1996   | 2022         | Green Bay, Wisconsin, USA         |
| 36  | Kanada             | Morgan Barron         | C    | 2. Dezember 1998   | 2022         | Halifax, Nova Scotia, Kanada      |
| 81  | Vereinigte Staaten | Kyle Connor           | LW   | 9. Dezember 1996   | 2016         | Clinton Township, Michigan, USA   |
| 27  | Danemark           | Nikolaj Ehlers        | RW   | 14. Februar 1996   | 2014         | Aalborg, Dänemark                 |
| 19  | Schweden           | David Gustafsson      | C    | 11. April 2000     | 2019         | Tingsryd, Schweden                |
| 9   | Vereinigte Staaten | Alex Iafallo          | C    | 21. Dezember 1993  | 2023         | Eden, New York, USA               |
| 15  | Finnland           | Rasmus Kupari         | C    | 15. März 2000      | 2023         | Kotka, Finnland                   |
| 17  |                    | Adam Lowry – C        | LW   | 29. März 1993      | 2013         | St. Louis, Missouri, USA          |
| 7   | Russland           | Wladislaw Namestnikow | C    | 22. November 1992  | 2023         | Woskressensk, Russland            |
| 62  | Schweiz            | Nino Niederreiter     | RW   | 8. September 1992  | 2023         | Chur, Schweiz                     |
| 91  | Kanada             | Cole Perfetti         | C    | 1. Januar 2002     | 2020         | Whitby, Ontario, Kanada           |
| 55  | Kanada             | Mark Scheifele – A    | C    | 15. März 1991      | 2011         | Kitchener, Ontario, Kanada        |
| 73  | Kanada             | Brandon Tanev         | LW   | 31. Dezember 1991  | 2025         | Toronto, Ontario, Kanada          |
|     | Kanada             | Jonathan Toews        | C    | 29. April 1988     | 2025         | Winnipeg, Manitoba, Kanada        |
| 13  | Kanada             | Gabriel Vilardi       | C    | 16. August 1999    | 2023         | Kingston, Ontario, Kanada         |

### Mannschaftskapitäne
In der Geschichte der Winnipeg Jets gab es bisher zwei Spieler, die das Amt des Mannschaftskapitäns bekleideten.
| Jahr      | Name          |
| 2011–2016 | Andrew Ladd   |
| 2016–2022 | Blake Wheeler |
| seit 2023 | Adam Lowry    |

Wie schon seit November 2010 bei den Atlanta Thrashers erhielt der Kanadier Andrew Ladd das charakteristische „C“ des Kapitäns auf seinem Trikot. Ladd war Anfang Juli 2010 durch ein Transfergeschäft von den Chicago Blackhawks nach Atlanta gekommen. Durch den Verkauf des Franchises zog er mit dem Team nach Kanada um und behielt das Amt inne. Ladd kehrte im Februar 2016 nach Chicago zurück, sodass das Kapitänsamt vorerst vakant blieb. Im August 2016 wurde der 30-jährige US-Amerikaner Blake Wheeler zum neuen Mannschaftsführer ernannt, der dieses Amt bis 2022 innehatte. Zur Saison 2023/24 trat Adam Lowry seine Nachfolge an.

### Mitglieder der Hockey Hall of Fame
Bisher ist kein Spieler oder Funktionär der Winnipeg Jets in die Hockey Hall of Fame aufgenommen worden.

### Gesperrte Trikotnummern
Als einzige Trikotnummer ist die berühmte Nummer 99 zu Ehren des Kanadiers Wayne Gretzky seit dem 6. Februar 2000 ligaweit gesperrt und wird somit nicht mehr an einen Spieler vergeben.
Die gesperrten Trikotnummern der früheren Winnipeg Jets – das Trikot mit der Nummer 9 von Bobby Hull und die 25 des Schweden Thomas Steen – sowie die nachträglich gesperrte Nummer 10 von Dale Hawerchuk sind formell im Franchise der jetzigen Arizona Coyotes verankert und daher von Seiten der jetzigen Jets frei wählbar.
So erhielt der Träger der Nummer 9 nach dem Umzug nach Winnipeg, Evander Kane, von Bobby Hull die Erlaubnis, die Nummer weiterhin zu tragen. Bryan Little verzichtete auf die Trikotnummer 10, genauso wie Chris Thorburn auf die Nummer 25 verzichtete.
Der Gebrauch der Trikotnummer 37, die von den Atlanta Thrashers nach dem Unfalltod von Dan Snyder zwar nicht gesperrt, aber auch nicht mehr vergeben wurde, trägt nach Absprache mit den Eltern von Dan Snyder Torhüter Connor Hellebuyck.
| Nr. | Name          | Sperrungsdatum             |
| 99  | Wayne Gretzky | 6. Februar 2000 (ligaweit) |

### Winnipeg Jets Hall of Fame
| Name              | Aufnahmedatum     | Position |
| Anders Hedberg    | 19. Oktober 2016  | Spieler  |
| Bobby Hull        | 19. Oktober 2016  | Spieler  |
| Ulf Nilsson       | 19. Oktober 2016  | Spieler  |
| Dale Hawerchuk    | 14. November 2017 | Spieler  |
| Ab McDonald       | 26. Februar 2019  | Spieler  |
| Lars-Erik Sjöberg | 26. Februar 2019  | Spieler  |
| Randy Carlyle     | 11. Februar 2020  | Spieler  |
| Thomas Steen      | 11. Februar 2020  | Spieler  |
| Teppo Numminen    | 17. November 2022 | Spieler  |
| Teemu Selänne     | 17. November 2022 | Spieler  |

In ihrer Franchise-Geschichte haben die Winnipeg Jets bisher keine Trikotnummern gesperrt, aber etliche Nummern von Spielern honoriert, die bei den ursprünglichen Winnipeg Jets gespielt haben. Da diese Nummern den Arizona Coyotes angehören, dürfen diese Nummern von den aktuellen Winnipeg Jets nicht gesperrt werden. Nur die Nummer 99 von Wayne Gretzky ist seit seinem Rücktritt ligaweit gesperrt.

### Erstrunden-Wahlrechte im NHL Entry Draft
| Name           | Jahr | Draft-Position |
| -------------- | ---- | -------------- |
| Mark Scheifele | 2011 | 7.             |
| Jacob Trouba   | 2012 | 9.             |
| Josh Morrissey | 2013 | 13.            |
| Nikolaj Ehlers | 2014 | 9.             |
| Kyle Connor    | 2015 | 17.            |
| Jack Roslovic  | 2015 | 25.            |
| Patrik Laine   | 2016 | 2.             |
| Logan Stanley  | 2016 | 18.            |

| Name                | Jahr | Draft-Position |
| ------------------- | ---- | -------------- |
| Kristian Vesalainen | 2017 | 24.            |
| Ville Heinola       | 2019 | 20.            |
| Cole Perfetti       | 2020 | 10.            |
| Chaz Lucius         | 2021 | 18.            |
| Rutger McGroarty    | 2022 | 14.            |
| Brad Lambert        | 2022 | 30.            |
| Colby Barlow        | 2023 | 18.            |
| Sascha Boumedienne  | 2025 | 28.            |

Seit 2011 hatten die Jets 16 Draftrechte in der ersten Runde des NHL Entry Drafts, fünf davon unter den ersten zehn des jeweiligen Jahrgangs.
Mit dem ersten Draftrecht ihrer Team-Geschichte wählten die Winnipeg Jets im Rahmen des NHL Entry Draft 2011 am 24. Juni den kanadischen Center Mark Scheifele von den Barrie Colts aus der Ontario Hockey League an siebter Gesamtposition aus. Im folgenden Jahr konnten sie an neunter Position ziehen und wählten den US-amerikanischen Verteidiger Jacob Trouba.

### Franchise-Top-Punktesammler
Die zehn besten Punktesammler in der Geschichte der Winnipeg Jets bis zum Ende der regulären Saison 2024/25 und der Playoffs 2025.
Abkürzungen: Pos = Position, GP = Spiele, G = Tore, A = Vorlagen, Pts = Punkte, P/G = Punkte pro Spiel
| Name             | Pos | Saison          | GP  | G   | A   | Pts | P/G  |
| Mark Scheifele   | C   | seit 2011/12    | 879 | 336 | 468 | 804 | 0,91 |
| Blake Wheeler    | RW  | 2011/12–2022/23 | 874 | 255 | 540 | 795 | 0,91 |
| Kyle Connor      | LW  | seit 2016/17    | 613 | 284 | 298 | 582 | 0,95 |
| Nikolaj Ehlers   | LW  | seit 2015/16    | 674 | 225 | 295 | 520 | 0,77 |
| Josh Morrissey   | D   | seit 2015/16    | 662 | 80  | 293 | 373 | 0,56 |
| Bryan Little     | C   | 2011/12–2019/20 | 561 | 149 | 223 | 372 | 0,66 |
| Dustin Byfuglien | D   | 2011/12–2018/19 | 528 | 102 | 261 | 363 | 0,69 |
| Adam Lowry       | C   | seit 2014/15    | 775 | 121 | 152 | 273 | 0,35 |
| Patrik Laine     | RW  | 2016/17–2020/21 | 306 | 140 | 110 | 250 | 0,82 |
| Andrew Ladd      | LW  | 2011/12–2015/16 | 348 | 110 | 136 | 246 | 0,71 |

| Name             | Pos | GP | G  | A  | Pts | P/G  |
| Mark Scheifele   | C   | 53 | 26 | 23 | 49  | 0,92 |
| Kyle Connor      | LW  | 58 | 20 | 29 | 49  | 0,84 |
| Blake Wheeler    | RW  | 44 | 9  | 30 | 39  | 0,89 |
| Dustin Byfuglien | D   | 27 | 7  | 18 | 25  | 0,93 |
| Adam Lowry       | C   | 62 | 15 | 9  | 24  | 0,39 |
| Nikolaj Ehlers   | LW  | 45 | 9  | 12 | 21  | 0,47 |
| Neal Pionk       | D   | 35 | 1  | 20 | 21  | 0,60 |
| Josh Morrissey   | C   | 54 | 5  | 15 | 20  | 0,37 |
| Paul Stastny     | C   | 23 | 7  | 10 | 17  | 0,74 |
| Patrik Laine     | RW  | 24 | 8  | 8  | 16  | 0,67 |